# Gameshow-Marathon
Gameshow-Marathon ist eine neunteilige Sendung auf ProSieben, bei der Spielshow-Klassiker neu aufgelegt wurden. Entwickelt wurde das Format ursprünglich für ITV in Großbritannien, wo die Sendung seit 2005 läuft. Seit 2006 läuft bei CBS in den USA ebenfalls ein Ableger der Show.
Sechs prominente Teilnehmer versuchten beim Gameshow-Marathon in einem Turnier ihr Bestes, um Preise zu erspielen, die Zuschauer mit einem Telefonanruf gewinnen konnten. In den beiden letzten Folgen traten „echte“ Kandidaten gegeneinander an.
Durch die Sendung führten Oliver Pocher und Oliver Petszokat. Dabei gehörte es zum Konzept, dass sich die beiden Moderatoren in (wahrscheinlich geplanten) Situationen gegenseitig neckten. Auch wurden, um den Unterhaltungswert zu erhöhen, zahlreiche Running Gags in jede Sendung eingebaut.

## Spielweise
Die sechs prominenten Teilnehmer spielen in jeder Folge das Konzept einer ehemals erfolgreichen Gameshow nach. Die vier Gewinner der Vorrunden ziehen ins Halbfinale ein, aus denen sich anschließend die zwei Sieger im Finale gegenüberstehen. Der Gameshow-Champion wird daraufhin mit einem Pokal ausgezeichnet.

## Übersicht der Gameshows
| Show               | ehemaliger Sendeplatz                                                    | Datum       | Gewinner                                                |
| ------------------ | ------------------------------------------------------------------------ | ----------- | ------------------------------------------------------- |
| Der Preis ist heiß | 1989–1997 (RTL)                                                          | 15. Januar  | Sonya Kraus                                             |
| Geh aufs Ganze!    | 1992–1997 (Sat.1) 1999–2003 (kabel eins)                                 | 22. Januar  | Hennes Bender                                           |
| Hopp oder Top      | 1990–1992 (Tele 5) 1993 (DSF)                                            | 29. Januar  | Hella von Sinnen                                        |
| Glücksrad          | 1988–1998 (Sat.1) 1998–2002 (kabel eins) 2004–2005 (9Live)               | 5. Februar  | Detlef D! Soost ausgeschieden: Kai Böcking Gülcan Kamps |
| Ruck Zuck          | 1988–1992 (Tele 5) 1993–1995 (RTL II) 1996–2000 (tm3) 2004–2005 (Tele 5) | 12. Februar | Sonya Kraus ausgeschieden: Hennes Bender                |
| Bube, Dame, Hörig  | 1996–1999 (Sat.1)                                                        | 19. Februar | Detlef D! Soost ausgeschieden: Hella von Sinnen         |
| Familien-Duell     | 1992–2003 (RTL) 2006 (5 gegen 5, RTL 2)                                  | 26. Februar | Gesamtsieger: Detlef D! Soost Zweite: Sonya Kraus       |

In der britischen Originalfassung (seit 2005 bis heute) wurden folgende Gameshows nachgespielt:
| Originaltitel         | Deutscher Titel    | Deutscher Sender |
| --------------------- | ------------------ | ---------------- |
| The Price is Right    | Der Preis ist heiß | RTL              |
| Take Your Pick        |                    |                  |
| The Golden Shot       | Der goldene Schuß  | ZDF              |
| Sale of the Century   | Hopp oder Top      | Tele 5, DSF      |
| Play your Cards right | Bube, Dame, Hörig  | Sat.1            |
| Bullseye              |                    |                  |
| Family Fortunes       | Familien-Duell     | RTL              |

In der US-Fassung wurden folgende Gameshows nachgespielt:
| Originaltitel      | Deutscher Titel    | Deutscher Sender     |
| ------------------ | ------------------ | -------------------- |
| The Price is Right | Der Preis ist heiß | RTL                  |
| Let's make a Deal  | Geh aufs Ganze!    | Sat.1, kabel eins    |
| Beat the Clock     |                    |                      |
| Press Your Luck    | Glück am Drücker   | RTL                  |
| Card Sharks        | Bube, Dame, Hörig  | Sat.1                |
| Match Game         | Schnickschnack     | NDR Fernsehen, Sat.1 |
| Family Feud        | Familien-Duell     | RTL                  |

## Mitwirkende
Die sechs prominenten Teilnehmer waren Sonya Kraus, Hennes Bender, Hella von Sinnen, Detlef „D!“ Soost, Gülcan und Kai Böcking. Zudem waren Harry Wijnvoord, Jörg Draeger, Jochen Bendel und Elmar Hörig bei „ihren“ Gameshows mit einem Kurzauftritt mit von der Partie. Als Buchstabenfee beim Glücksrad durfte sich Cindy aus Marzahn versuchen. Da Sonya Kraus im Original schon die „Buchstabenfee“ war und keine Lust darauf hatte (was als Gag in die Sendung eingeflossen war) wurde schließlich Cindy für diesen Job genommen.

## Einschaltquoten
Die Quoten der Sendung lagen weit unter den Erwartungen. Eine unvollständige Auflistung gemessener Einschaltquoten und Marktanteile veranschaulicht die folgende Tabelle:
| Folge | Datum            | Zuschauer | Zuschauer       | Marktanteil | Marktanteil     | Quelle      |
| Folge | Datum            | Gesamt    | 14 bis 49 Jahre | Gesamt      | 14 bis 49 Jahre | Quelle      |
| ----- | ---------------- | --------- | --------------- | ----------- | --------------- | ----------- |
| 1     | 15. Januar 2007  | 2,03 Mio. | 1,66 Mio.       | 5,7 %       | 11,6 %          | [ 3 ]       |
| 2     | 22. Januar 2007  | 1,92 Mio. | 1,53 Mio.       | 5,6 %       | 11,1 %          | [ 4 ]       |
| 3     | 29. Januar 2007  | 1,71 Mio. | 1,36 Mio.       | 5,1 %       | 10,0 %          | [ 5 ]       |
| 4     | 5. Februar 2007  | 1,79 Mio. | 1,28 Mio.       | 5,3 %       | 9,5 %           | [ 6 ]       |
| 5     | 12. Februar 2007 | –         | –               | –           | –               |             |
| 6     | 19. Februar 2007 | 1,29 Mio. | –               | 3,8 %       | 8,0 %           | [ 4 ] [ 7 ] |
| 7     | 26. Februar 2007 | 1,48 Mio. | 1,17 Mio.       | 4,4 %       | 8,8 %           | [ 8 ]       |
| 8     | 5. März 2007     | 1,39 Mio. | –               | –           | 8,1 %           | [ 4 ] [ 9 ] |
| 9     | 12. März 2007    | 1,19 Mio. | 0,9 Mio.        | 3,6 %       | 6,8 %           | [ 4 ]       |

Bereits die zweite Folge wurde um 45 Minuten verlängert und wurde bis 22:00 Uhr gesendet. Ab der dritten Folge erfolgte die Ausstrahlung in 120 Minuten.
Die letzte Folge wurde mit "normalen" Kandidaten statt mit prominenten Gästen gesendet.